# Intelligency
Intelligency è un gruppo musicale bielorusso formatosi nel 2013. È costituito dal cantante Vsevalad Doŭbnja, e dai musicisti Juryi Tarasevič, Jaŭgen Muraška e Michail Stanevič.

## Storia del gruppo
Formatosi a Minsk il 9 maggio 2013, il gruppo ha visto la svolta commerciale con il singolo August, che ha raggiunto la vetta della classifica radiofonica russa, la 44ª posizione della ucraina, e la 48ª di quella polacca, nonché l'83ª della classifica vallone. Il medesimo brano, certificato oro dalla ZPAV, ha trovato particolare successo anche nei Paesi baltici, dove si è spinto fino al 15º posto della classifica generale dei singoli lituana stilata dalla AGATA e al 25º in quella della Latvijas Izpildītāju un producentu apvienība.

## Formazione
- Vsevalad Doŭbnja – voce, chitarra
- Juryi Tarasevič – drum machine, percussioni, tastiera
- Jaŭgen Muraška – voce secondaria, chitarra
- Michail Stanevič – basso, tastiera

## Discografia

### Album in studio
- 2015 – DoLoven
- 2017 – TechnoBlues
- 2020 – Renovatio
- 2022 – Technoblues Therapy (Part I)
- 2022 – Technoblues Therapy (Part II)
- 2024 – The Ideals

### EP
- 2018 – #SXNBTS
- 2018 – Gedonizim
- 2020 – Muzika 2020
- 2024 – Unplugged

### Singoli
- 2015 – No Music
- 2019 – Glaza
- 2019 – Show Me
- 2019 – Libido
- 2020 – August
- 2020 – Muzika
- 2021 – Moonlight
- 2021 – Leta
- 2021 – Malitva belaruskaja
- 2021 – The Fall (feat. Bagew)
- 2022 – Deuce
- 2022 – E2-24 (con Antocha MC)
- 2022 – Za gorizontom
- 2022 – Pa-pa
- 2023 – Sonca
- 2023 – Outlaw
- 2023 – Bon Vintage
- 2023 – King's Vibe
- 2023 – A Problem
- 2024 – Guilty
- 2024 – Babylon
- 2024 – U Should Run
- 2024 – No Money, No Regret
- 2024 – Travmy